# Підгір'я (Дрогобич)
«Підгір'я» Дрогобич — український футбольний клуб з Дрогобича. Повна назва — Туристично-спортове товариство «Підгір'я». Існувало з 1923 по 1944 рр.

## Історія створення
Туристично-спортове товариство «Підгір'я» засноване, за однією версією, 1922 р. й існувало у вигляді трьох самостійних товариств з однаковою назвою — «Підгір'я» (студентське, на чолі з М. Байраком), «Підгір'я»-2 (учнівське), «Підгір'я» (пластунське). За іншою — виникло 1923 р. з ініціативи громадських діячів Дрогобича професора М. Байрака, д-ра Коцюби, інженера О. Татарського, д-ра В. Кобільника, М. Муровича, Ю. Саварина, З. Щербана, о. С. Мацюрака. Першим головою клубу став викладач латини та давньогрецької мови Дрогобицької української гімназії ім. Івана Франка Микола Байрак. Перший склад команди мав наступний вигляд: Стефан Татарський, Осип Татарський, Юліан Татарський, Володимир Коцюба, Володимир Кобільник, Р. Ґурґель, З. Щербан, П. Возняк, О. Веселий, Юліан Саварин, В. Робак, С. Мацюрак Не маючи власного поля, команда тренувалася на «толоках», одна з яких організовувалася на вулиці Раневицькій біля фабрики «Фримета». 
Вже 1926 р. поштовх для подальшого розвитку товариства дало молоде покоління спортсменів, здебільшого студенти, які вступили до «Підгір'я», що дало можливість сформувати дві футбольні дружини. До другої хвилі належали Б. Геврик, Степан Кобільник, О. та Остап Кобільники, Михайло Воробець, Богдан Гавдяк, Роман Сасик, В. Веселий, Климент Кіцила, Костянтин Кіцила, Б. Броварський, Володимир Мисишин, Роман Дорожівський, Нестор Постойко, Зенон Неділенко, Степан Романяк. У першому десятиріччі своєї історії колектив змагався здебільшого у товариських іграх або турнірах локального характеру проти дрогобицьких «Бейтара», «Колеяжа», «Сокула», бориславського «Ропника», стрийської «Скали», самбірського «Дністра», перемишльського «Беркута».
Перші зафіксовані на сьогоднішній день матчі були зіграні 1924 р. проти львівської «України». У Дрогобичі господарі програли 0:9, а 12 жовтня у Львові зазнали ще більш нищівної поразки 12:0.

## Мета існування
Окрім суто змагальної складової, однією з головних ідей розвитку товариства протягом 1920-1930-х років залишалася думка про роль спорту як елементу боротьби за незалежність України, виховання людей сильних духом і тілом, чинник національної пропаганди, «виховання нового спортовця-бойовика, який змагаючись на зеленому майдані, здобуває досвід, як перемагати противника». Разом з тим у першій половині 1930-х років частина членів «Підгір'я» перебували під помітним впливом лівих ідей.

## Приналежність до футбольних організацій

### Український спортивний союз
Брали активну участь у діяльності Українського спортового союзу (УСС), до якого вступили навесні 1926 р. Зокрема, 1928 р. представник «Підгір'я» І. Шмигельський, разом з делегатами від львівських клубів, «Скали» (Стрий), «Беркут» (Перемишль) та «Спартак» (Перемишль) був присутній на круглому столі у Львові, де обговорювалася складна фінансова ситуація в УСС та вступ «України» в ЛОЗПН. І. Шмигельський засуджував дії львівського товариства, яке фактично звинуватили у бажанні рухатися професійним шляхом: «Справа „України“ пересуджена на останніх загальних зборах УСС, тож немає ніякої потреби нею більше займатися. Що ж торкається самого факту викинення „України“, то вона сама себе викинула з УСС тим самим, що вступила до ЛОЗПН». УСС планував, що саме дрогобичани організують місцеві клуби для участі в першості УСС (Стрийська округа) 1934 р. Такі плани були реалізовані частково, оскільки частина гравців товариства взяли участь у турнірі під егідою дрогобицького «Сокола».

### Польська футбольна асоціація
Після вступу до Польської футбольної асоціації (PZPN) у 1932 р. «Підгір'я» отримало можливість вийти на вищий турнірний рівень. Але таке рішення не схвалювала значна частина членів товариства, насамперед студентська громада. Фактичний розкол товариства привів до виборів нового голови управи. Ним став службовець Державного уряду забезпечень, шахіст Нестор Кашуба. Правильність такого кроку підтвердилася протягом найближчих років, коли у змаганнях проти бориславського «Стшельця», самбірської «Корони», стрийської «Поґоні», дрогобицьких «Штерна» і Т.U.R. «Підгір'я» помітно прогресувало. За команду орієнтовано у першій половині 1930-х років виступали М. М'який, Степан Кобільник, М. Дуцько, Костянтин Кіцила, Климент Кіцила, Богдан Гавдяк, Роман Сасик, Володимир Мисишин, Михайло Воробець, Нестор Постойко, Роман Дорожівський та інші.

## Перший зафіксований матч
20 липня 1924 р. Дрогобич. «Підгір’я» – «Україна» (Львів) – 0:9. 
Гра розпочалася о 16.30. Спочатку основні дії розгорталися у центрі поля, бо львів’яни намагалися зрозуміти силу суперника. Але далі ініціатива перейшла до «України» і після 20 хв. вона відкрила рахунок. «Підгір’я» намагалося відігратися, кілька обопільних атак закінчилися вправними діями воротарів. Втім до перерви гості забили ще один гол. По перерві господарі не витримали темпу досвідченіших супротивників і зазнали нищівної поразки. Хоча загалом враження від дій дрогобичан непогані. Їм не вистачило рухливості й витривалості. З гравців виділялися лівий крайній та воротар. При цьому «Україна» грала десятьма футболістами, з трьома запасними. У її складі не було можливо двох найсильніших виконавців Мурського і воротаря Барусевича, які паралельно захищали кольори польських колективів. 

## Першість Дрогобича 1931 року
«Техніка» — Т.U.R. — ?:? (перемога «Техніки»).
«Підгір'я» — «Штерн» — ?:? (перемога «Підгір'я»).
Фінал: «Техніка» — «Підгір'я» — +:- (неявка через неузгодженість з організаторами турніру).

## Чемпіонат Львівської окружної футбольної ліги, 1935 рік (клас В)
За одними даними у групі Дрогобич взяло участь 6 команд. А «Підгір'я» вибороло 3-є місце.
За іншою інформацією у турнірі виступило 7 команд, а результати дрогобичан виявилися менш успішними:
| М | Команди               | І  | В | Н | П  | М'ячі | О  |
| 1 | «Бейтар» (Дрогобич)   | 12 | 9 | 2 | 1  | 27:6  | 20 |
| 2 | Т.U.R. (Борислав)     | 12 | 8 | 3 | 1  | 26:8  | 19 |
| 3 | Т.U.R. (Дрогобич)     | 12 | 7 | 1 | 4  | 19:17 | 15 |
| 4 | «Б'ялі» (Борислав)    | 12 | 5 | 2 | 5  | 22:14 | 12 |
| 5 | «Дністер» (Самбір)    | 12 | 5 | 1 | 6  | 19:21 | 11 |
| 6 | «Підгір'я» (Дрогобич) | 12 | 3 | 1 | 8  | 12:23 | 7  |
| 7 | ЖКС (Самбір)          | 12 | 0 | 0 | 12 | 2:48  | 0  |

## Чемпіонат Галичини (Першість Краю), 1942 рік (клас Б)
Взяло участь 6 команд: «Тризуб» (Львів), «Ропник» (Борислав), «Лемко» (Сянок), «Заграва» (Станіслав), «Ватра» (Дрогобич), «Підгір'я» (Дрогобич).

## Голови правління
- Микола Байрак (1923-?)
- І. Шмигельський
- Остап Левицький (1931 ?)
- Нестор Кашуба (1932-?)
- Володимир Скибінський (?-1933 р.-?)

## Найвідоміші гравці
- Роман Дорожівський
- Климент Кіцила
- Костянтин Кіцила
- Володимир Кобільник
- Зенон Неділенко
- Степан Романяк
- Роман Сасик